# Cañón corto Modelo 1935 B 105 mm
El cañón corto Modelo 1935 B 105 mm era un obús remolcado francés, que fue empleado en la Segunda Guerra Mundial.

## Diseño

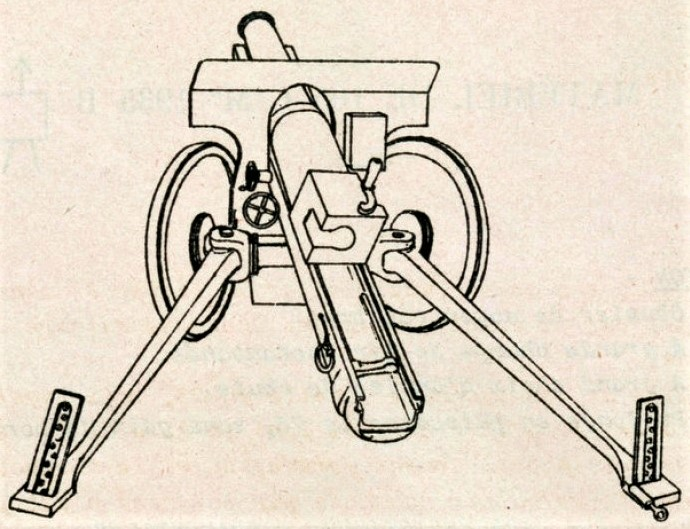
Dibujo del Modelo 1935 B 105 mm, donde se pueden apreciar sus ruedas en ángulo.

Fue diseñado en el Arsenal de Bourges para reemplazar al cañón corto Schneider Modelo 1934 105 mm. Su característica más llamativa eran sus ruedas, hechas de acero estampado y equipadas con llantas de acero o neumáticos, que se movían con las secciones de la cola y se angulaban al momento de emplazar el obús para ofrecer más protección a los artilleros.
Inicialmente se ordenaron unos 610, pero su producción terminó en 1939, en favor de cañones antitanque.

## Historial de combate
Solamente unos 232 obuses estaban en servicio al inicio de la Batalla de Francia, en mayo de 1940. Los obuses capturados fueron empleados por el Heer con la designación 10.5 cm leFH 325(f), siendo asignados para entrenamiento y a unidades de retaguardia. El Regio Esercito capturó 127 obuses durante la ocupación del sur de Francia, empleándolos con la designación Obice da 105/15

## Usuarios
- Francia
- Alemania nazi: empleó obuses capturados, con la designación 10.5 cm leFH 325(f).